# Eurobowl XXIII
Der Eurobowl XXIII war das Endspiel der 23. Saison der European Football League. Am 11. Juli 2009 standen sich die Swarco Raiders Tirol und La Courneuve Flash aus Frankreich gegenüber. Das Spiel verfolgten 6.500 Zuseher im Innsbrucker Tivoli-Stadion, eine in Österreich noch nie zuvor erreichte Marke. Der kostenlose Webstream wurde zeitweise von 2.500 Zuschauern angesehen. Die Raiders konnten das Spiel mit 30 zu 19 gewinnen. Zum wertvollsten Spieler (MVP) wurde der österreichische Runningback Florian Grein gewählt, der drei Touchdowns bei 160 erlaufenen Yard erzielte. Haupt-Schiedsrichter war Perttu Hautala aus Finnland.

## Spielverlauf
Das gesamte Spiel wurde von der Offense der Raiders dominiert. Der 18-jährige Kicker Emmanuel Trinkl erzielte nach sieben Minuten mit einem Field Goal die ersten Punkte des Spiels. Im zweiten Viertel konnten die Raiders ein weiteres Field Goal zum 6 zu 0 erzielen. Die nächsten Punkte folgten erst kurz vor der Halbzeitpause durch einen 1-Yard-Touchdown-Lauf durch Runningback Florian Grein. Den anschließenden Kickoff konnten die Gäste zu einem Touchdown zurücktragen. Die versuchte Two-Point Conversion schlug jedoch fehl. Vier Sekunden vor Ende der 1. Halbzeit, konnte Florian Grein, mit einem 3-Yard-Lauf die Führung weiter ausbauen. Somit ging es mit einem Zwischenstand von 20 zu 6 für die Raiders in die Halbzeitpause. Kurz vor Ende des dritten Viertels konnten Flash de la Courneuve einen Pass-Touchdown erzielen, gefolgt von einem Touchdown-Run Greins auf Seiten der Raiders. Im letzten Spielviertel konnten die Raiders abermals ein Field Goal erzielen. Die französischen Gäste verkürzten durch einen Touchdown auf 30 zu 19. Nach einem erfolgreichen Onside-Kick von Flash de la Courneuve, warf der Quarterback der Franzosen eine Interception, welche vom Tiroler Cornerback Manuel Eisenführer zurückgetragen wurde. Anschließend konnten die Raiders mit Quarterback Jason Johnson die Uhr per Abknien runterlaufen lassen und gewannen das Spiel mit 30 zu 19. Der Sieg stellt den 6. österreichischen Eurobowl-Sieg hintereinander dar. Durch den Sieg über den französischen Meister übernahmen die Swarco Raiders wieder die Nr.-1-Position im europäischen Amateur-Football-Ranking des EFAF. Während des Spiels verletzten sich die beiden Raiders Matt Epperson und Emmanuel Marksteiner. Beide erlitten einen Knöchelbruch.

## Scoreboard
| Eurobowl XXIII – Innsbruck (6.500 Zuschauer) | Eurobowl XXIII – Innsbruck (6.500 Zuschauer) | Eurobowl XXIII – Innsbruck (6.500 Zuschauer) | Eurobowl XXIII – Innsbruck (6.500 Zuschauer)       | Eurobowl XXIII – Innsbruck (6.500 Zuschauer)       | Eurobowl XXIII – Innsbruck (6.500 Zuschauer)       | Eurobowl XXIII – Innsbruck (6.500 Zuschauer)       |
| -------------------------------------------- | -------------------------------------------- | -------------------------------------------- | -------------------------------------------------- | -------------------------------------------------- | -------------------------------------------------- | -------------------------------------------------- |
| Team                                         | Team                                         | Punkte                                       | Q1                                                 | Q2                                                 | Q3                                                 | Q4                                                 |
| Swarco Raiders Tirol                         | Swarco Raiders Tirol                         | 30                                           | 3                                                  | 17                                                 | 7                                                  | 3                                                  |
| La Courneuve Flash                           | La Courneuve Flash                           | 19                                           | 0                                                  | 6                                                  | 7                                                  | 6                                                  |
| Raiders                                      | Flash                                        | Spieler                                      | Spielzug                                           | Spielzug                                           | Spielzug                                           | Spielzug                                           |
| 3                                            | 0                                            | Emanuel Trinkl                               | 29-Yard Field Goal                                 | 29-Yard Field Goal                                 | 29-Yard Field Goal                                 | 29-Yard Field Goal                                 |
| 6                                            | 0                                            | Emanuel Trinkl                               | 40-Yard Field Goal                                 | 40-Yard Field Goal                                 | 40-Yard Field Goal                                 | 40-Yard Field Goal                                 |
| 13                                           | 0                                            | Florian Grein                                | 1-Yard Lauf (PAT Robert Balazinec)                 | 1-Yard Lauf (PAT Robert Balazinec)                 | 1-Yard Lauf (PAT Robert Balazinec)                 | 1-Yard Lauf (PAT Robert Balazinec)                 |
| 13                                           | 6                                            | Antoine Saillant                             | 77-Yard Kick-Off Return (TPC unvollständiger Pass) | 77-Yard Kick-Off Return (TPC unvollständiger Pass) | 77-Yard Kick-Off Return (TPC unvollständiger Pass) | 77-Yard Kick-Off Return (TPC unvollständiger Pass) |
| 20                                           | 6                                            | Florian Grein                                | 2-Yard Lauf (PAT Robert Balazinec)                 | 2-Yard Lauf (PAT Robert Balazinec)                 | 2-Yard Lauf (PAT Robert Balazinec)                 | 2-Yard Lauf (PAT Robert Balazinec)                 |
| 20                                           | 13                                           | Artchill Monney                              | 24-Yard Pass von Jeffrey Welsh (PAT Tony Rayapin)  | 24-Yard Pass von Jeffrey Welsh (PAT Tony Rayapin)  | 24-Yard Pass von Jeffrey Welsh (PAT Tony Rayapin)  | 24-Yard Pass von Jeffrey Welsh (PAT Tony Rayapin)  |
| 27                                           | 13                                           | Florian Grein                                | 58-Yard Lauf (PAT Robert Balazinec)                | 58-Yard Lauf (PAT Robert Balazinec)                | 58-Yard Lauf (PAT Robert Balazinec)                | 58-Yard Lauf (PAT Robert Balazinec)                |
| 30                                           | 13                                           | Emanuel Trinkl                               | 28-Yard Field Goal                                 | 28-Yard Field Goal                                 | 28-Yard Field Goal                                 | 28-Yard Field Goal                                 |
| 30                                           | 19                                           | Marc Angelo Soumah                           | 14-Yard Pass von Jeffrey Welsh (PAT daneben)       | 14-Yard Pass von Jeffrey Welsh (PAT daneben)       | 14-Yard Pass von Jeffrey Welsh (PAT daneben)       | 14-Yard Pass von Jeffrey Welsh (PAT daneben)       |